# Дворжак, Филип
Филип Дворжак (чеш. Filip Dvořák; 30 июля 1988, Прага) — чешский гребец-каноист, выступает за сборную Чехии по гребле на байдарках и каноэ начиная с 2012 года. Участник двух летних Олимпийских игр, чемпион Европы, двукратный бронзовый призёр чемпионата мира, трёхкратный серебряный призёр Универсиады в Казани, победитель многих регат национального и международного значения.

## Биография
Филип Дворжак родился 30 июля 1988 года в Праге. Активно заниматься греблей начал с раннего детства, проходил подготовку в столичном спортивном клубе «Дукла».
В начале своего спортивного пути Дворжак успешно выступал на марафонских регатах. Так, в 2007 году на марафонском чемпионате мира в венгерском Дьёре он завоевал бронзовую медаль в каноэ-двойках.
Первого серьёзного успеха на взрослом международном уровне в спринте добился в сезоне 2012 года, когда вошёл в основной состав чешской национальной сборной и выступил на чемпионате Европы в хорватском Загребе, где вместе с напарником Ярославом Радонем обогнал всех своих соперников в зачёте двухместных каноэ на дистанции 500 метров и завоевал тем самым золотую медаль.
Благодаря череде удачных выступлений удостоился права защищать честь страны на летних Олимпийских играх в Лондоне — в двойках на тысяче метрах благополучно квалифицировался на предварительном этапе, затем на стадии полуфиналов занял второе место и пробился в главный финал «А». В решающем финальном заезде показал на финише пятый результат, немного не дотянув до призовых позиций.
После лондонской Олимпиады Дворжак остался в основном составе гребной команды Чехии и продолжил принимать участие в крупнейших международных регатах. Так, в 2013 году он побывал на чемпионате мира в немецком Дуйсбурге, откуда привёз две награды бронзового достоинства, выигранные в паре с Радонем в двойках на пятистах и тысяче метрах. Также, будучи студентом, представлял страну на летней Универсиаде в Казани, где стал серебряным призёром во все трёх дисциплинах каноэ-двоек.
В 2016 году на европейском первенстве в Бранденбурге Радонь и Дворжак выиграли бронзовые медали в километровой дисциплине двухместных каноэ.
Находясь в числе лидеров чешской национальной сборной, прошёл отбор на Олимпийские игры в Рио-де-Жанейро. Они с Радонем вновь стартовали в двойках на тысяче метрах, снова добрались до главного финала «А», но на сей раз расположились в итоговом протоколе соревнований лишь на седьмой позиции.